# Экзувий

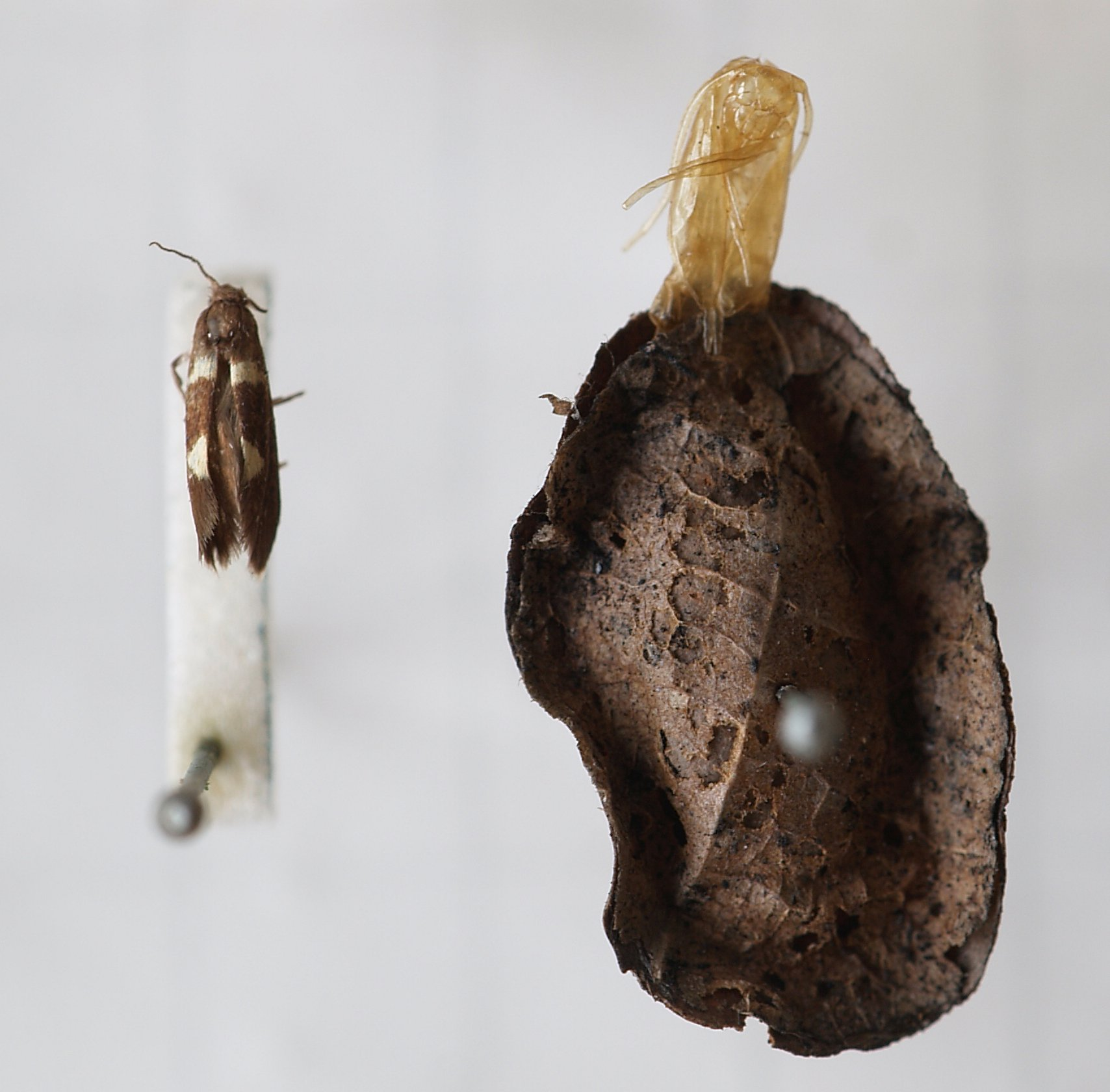
Минно-чехликовая моль Incurvaria oehlmanniella. Слева — бабочка на булавке, справа чехлик с торчащим из него экзувием куколки, из которой вышла эта бабочка

Экзу́вий — оставшийся после линьки экзоскелет. Как правило, экзувием называют отслоившуюся и сброшенную при линьке кутикулу членистоногих и нематод (эти две группы некоторые авторы относят к надтипу линяющих). Поскольку кутикула членистоногих не только покрывает все тело снаружи, но и выстилает переднюю и заднюю кишку, а также (у многих сухопутных форм) трахеи, все эти детали строения присутствуют и на экзувии. Как у нематод, так и у членистоногих экзувий образован наружными слоями кутикулы, в то время как внутренние разрушаются в процессе линьки.

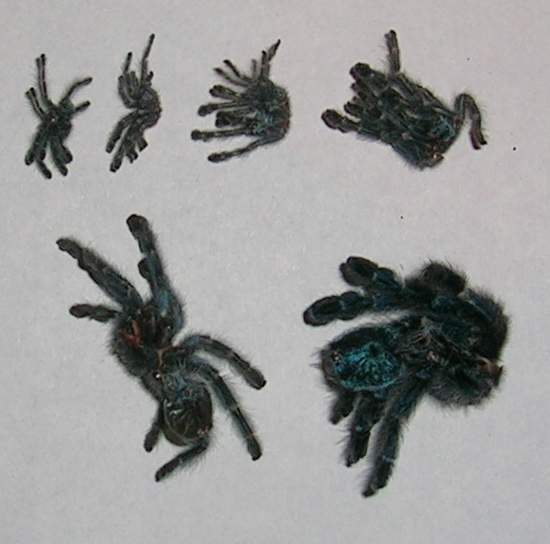
Серия последовательно сброшенных шкурок демонстрирует рост паука Avicularia versicolor
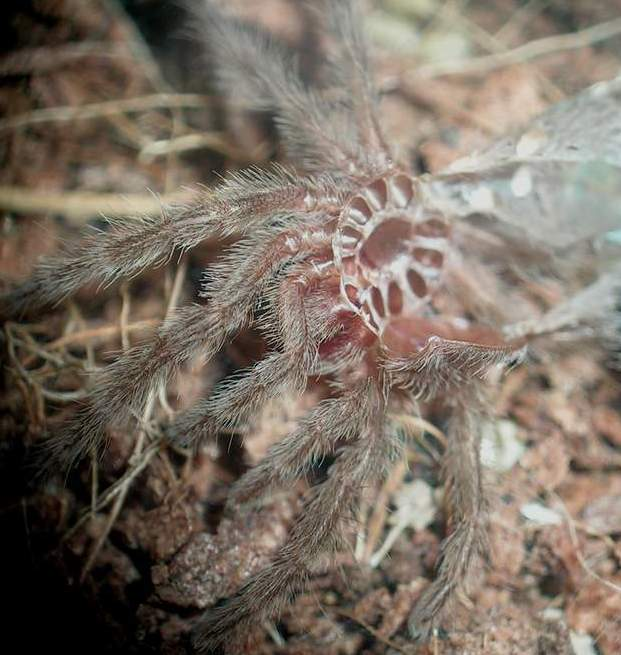
Экзувий паука-птицееда